# Мемоар на Скопския революционен окръг на ВМОРО (1913)
„Мемоарът на Скопския революционен окръг на ВМОРО“ е документ, изпратен от Скопския революционен окръг на Вътрешната македоно-одринска революционна организация по време на Балканската война през януари 1913 година до министър-председателя на Царство България Иван Евстратиев Гешов, целящ да повлияе българската политика и да не позволи анексия на Скопско от страна на Сърбия. Мемоарът е част от серия документи, изпратени от ВМОРО до българските институции с цел да прикове вниманието на България към окупираната от съюзните Сърбия и Гърция Македония.

## История

### Публикация
Мемоарът е публикуван за пръв път от Любомир Милетич в 1929 година в „Документи за противобългарскитѣ действия на сръбскитѣ и на гръцкитѣ власти в Македония през 1912—1913 година“.